# Nesogordonia holtzii
Nesogordonia holtzii är en malvaväxtart som först beskrevs av Adolf Engler, och fick sitt nu gällande namn av René Paul Raymond Capuron, L.C. Barnett och L.l. Dorr. Nesogordonia holtzii ingår i släktet Nesogordonia och familjen malvaväxter. Inga underarter finns listade i Catalogue of Life.